# Émile Topsent
Émile Topsent (* 10. Februar 1862 in Le Havre; † 22. September 1951 in Dijon, Frankreich) war ein französischer Zoologe, der an verschiedenen Instituten und Laboratorien im Westen Frankreichs arbeitete. Sein Forschungsschwerpunkt war der Tierstamm der Schwämme.

## Leben und Wirken
1920 wurde er zum Vorsitzenden der Société zoologique de France gewählt. Von 1919 bis 1927 war er Kurator am Zoologischen Museums in Straßburg.
Seine drei Werke Resultats des Campagnes Scientifiques Accomplies sur son Yacht par Albert Ier Prince Souvrain de Monaco (1892), Diagnoses d'éponges nouvelles recueillies par le prince Albert Ier de Monaco (1927), Spongiaires de l'Atlantique et de la Méditerranée provenant des croisières du Prince Albert Ier de Monaco (1928) über Prinz Albert I. von Monacos Schwamm-Sammlungen aus dem Atlantik und dem Mittelmeer bildeten die Grundlage für die moderne Systematik der Schwämme. Zu Topsents Erstbeschreibungen zählt der Schwamm Scolymastra joubini, der das höchste vermutete Lebensalter von allen bekannten Tierarten erreichen kann.

## Dedikationsnamen
Nach Émile Topsent sind mehrere Schwammarten benannt, darunter
- Acheliderma topsenti Burton, 1932
- Axinyssa topsenti Lendenfeld, 1897
- Chondropsis topsenti Dendy, 1895
- Corticium topsenti Pouliquen, 1972
- Cryptotethya topsenti Thiele, 1900
- Desmacella topsenti Burton, 1930
- Desmanthus topsenti Hentschel, 1912
- Dragmatyle topsenti Burton, 1954
- Dysideopsis topsenti Hentschel, 1912
- Echinodictyum topsenti De Laubenfels, 1936
- Erylus topsenti von Lendenfeld, 1903
- Eurypon topsenti Pulitzer-Finali, 1983
- Grayella topsenti Babic, 1922
- Haddonella topsenti I. Sollas, 1903
- Halichondria topsenti De Laubenfels, 1936
- Hymenotrocha topsenti Burton, 1930
- Hymerhabdia topsenti Lévi, 1952
- Jaspis topsenti Thiele, 1900
- Leucandra topsenti Breitfuss, 1929
- Raspailia topsenti Dendy, 1924
- Reniera topsenti Thiele, 1905
- Rhabderemia topsenti Van Soest & Hooper, 1993
- Rhabdoploca topsenti Hentschel, 1912
- Spongosorites topsenti Dendy, 1905
- Stelletta topsenti Thiele, 1903
- Suberella topsenti Burton, 1929
- Tedania topsenti De Laubenfels, 1930
- Tylaspis topsenti Lévi & Lévi, 1983
- Crella topsenti Babiç, 1922
- Aristias topsenti Chevreux, 1900
- Thoracactis topsenti Gravier C., 1918

1899 benannte Carlos Berg die Gattung Topsentia zu Ehren von Émile Topsent.

## Werke (Auswahl)
- Contribution à l'étude des clionides, 1888.
- Resultats des Campagnes Scientifiques Accomplies sur son Yacht par Albert Ier Prince Souvrain de Monaco, 1892.
- Contribution à l'étude des spongiaires de l'Atlantique nord, 1892.
- Spongiaires des Açores, 1904.
- Expédition antarctique française 1903–1905, commandée par le Dr Jean Charcot. Sciences naturelles, documents scientifiques. Spongiaires et coelentérés, 1908.
- Spongiaires De L'Expedition Antarctique Nationale Ecossaise, 1913.
- Spongiaires provenant des campagnes scientifiques de la Princesse-Alice dans les mers du Nord 1898–1899, 1906-1907, 1913.
- Etude de spongiaires du Golfe de Naples, 1925.
- Diagnoses d'éponges nouvelles recueillies par le prince Albert Ier de Monaco, 1927.
- Spongiaires de l'Atlantique et de la Méditerranée provenant des croisières du Prince Albert Ier de Monaco, 1928.
- Aperçu de la faune des Eponges calcaires de la Méditerranée, 1934.
- Guide pour la connaissance d'éponges de la Méditerranée tableaux de corrections apportées aux mémoires d'O. Schmidt sur le sujet 1862, 1864, 1868, 1945